# アンソニー・ファインガー
アンソニー・ファインガー（Anthony Fainga'a 1987年2月2日 - ）は、オーストラリア出身のラグビーユニオン選手。ポジションはセンターバック。2018年現在ジャパンラグビートップリーグの近鉄ライナーズに所属する。
クイーンズランド州のクラブラグビー選手権プレミア・ラグビー(Queensland Premier Rugby)に参加するサウス(Souths)に所属。

## 人物
1987年2月2日、ニューサウスウェールズ州のクイーンビアンで生まれる。
身長182cm、体重91kg。
トンガとアボリジニの家系。
サイア・ファインガーとは双子の兄弟。

## キャリア
5歳でラグビーをはじめ、地元のラグビーリーグクラブ、クイーンビーアン・カンガルーズ(Queanbeyan Kangaroos)に入る。セント・エドモンズ・カレッジ卒業、カレッジ在学時の15歳にはラグビーチームのトップチーム(First ＸＶ)でプレー。

2004年、ラグビーオーストラリア高校代表(Australian Schoolboys)に選出、チーム副キャプテンに就任。
2006年、19歳以下代表に選出され、チームは19歳以下世界大会で優勝、IRB's Under 19 Player of the Yearにノミネートされる。同年、21歳以下代表にも選出される。
2007年、 左足のリスフラン骨折(足根骨と中足骨の間に起こる骨折・脱臼・靭帯損傷)が完治し、スーパー14(現スーパーラグビー)のブランビーズに入る。同年、セブンス代表に選出、セブンスワールドシリーズに参加。

2007年、混成チームのキャンベラ・ヴァイキングス(Canberra Vikings)に入り、オーストラリア・ラグビー・チャンピオンシップ(Australian Rugby Championship)に出場する(この大会は2007年のみの開催)。
2009年、ブランビーズからレッズへ移籍する。2010年、ワラビーズに初選出、オールブラックス戦で代表デビュー。2011年、ワールドカップのオーストラリア代表に選出された。
2016年、近鉄ライナーズに加入。同年8月26日に行われたジャパンラグビートップリーグ第1節のサントリーサンゴリアス戦に途中出場で日本での公式戦初出場を果たした。

## リンク
- 近鉄ライナーズオフィシャルサイト 選手紹介
- Wallabies Profile